# ウィザードリィ
『ウィザードリィ』（Wizardry）は、1981年に米国のサーテック社からApple II用ソフトウェアとして発売された3DダンジョンRPGのシリーズである。
ロールプレイングゲーム（RPG）の発展に大きく影響したシリーズであり、日本では初期作品がドラゴンクエストシリーズやファイナルファンタジーシリーズなどに影響を与えた。
サーテック社より発売されたタイトルは1981年の『ウィザードリィ 狂王の試練場』から2001年の『ウィザードリィ8』までの8作品が存在する。一方で日本においては、サーテック社のタイトルをローカライズした作品のほか、1991年から2000年にアスキーより発売されたウィザードリィ外伝シリーズを始めとして、ウィザードリィのタイトルを冠するスピンオフ作品が製作された。これらスピンオフ作品は後に欧米でも発売されたものも存在する。
サーテック社は『ウィザードリィ8』を最後に倒産したため、シリーズの権利は他社によって管理されている（#版権の所在について）。

## ゲームの流れ
主観視点で表現される迷宮を探索し、目的の達成とキャラクターの成長を楽しむことがプレイの目的となる。
戦士や盗賊、僧侶、魔法使いといった、異なる能力を持った最大6人のパーティを組み、3D表示された迷宮を探検するのが基本のスタイルである。なお、メンバーの前から3人までが前衛となり、敵との格闘戦を担当する。
迷宮では、遭遇する敵を倒しつつ攻略していく。敵を倒すと経験値であるE.P.と通貨であるG.P.が獲得できる。E.P.とG.P.は他の一般的なRPGとは異なり、パーティ全体に与えられるものではなく、生存メンバー毎への分配式であるため、E.P.は各メンバー毎に同じ数値が、G.P.は同じ額が参加メンバー1人ずつに与えられる。
また、敵を倒すと宝箱が出現することがあり、この宝箱は任意で開閉の有無が選択可能である。開けた場合は戦利品を獲得できることもあるが、宝箱には罠が仕掛けられていることが多い。宝箱の罠の解除は、#3では盗賊、忍者のみが可能であるが、解除に失敗する場合もある。なお、宝箱の罠の内容を調べるのは全メンバーが可能であるが、これには盗賊、忍者以外では正答率が相当に低く、また盗賊や忍者であっても当たり外れがあるため、実際に開けた場合の罠と異なることもある。盗賊は他の職業に比べて戦闘力に劣るが宝箱の罠を解除しなければ強力な装備は入手できないため、パーティの戦力が落ちるのを承知で盗賊を一人入れ、将来的に上位クラスの忍者にクラスチェンジするのが通常である。
耐久力（HP）や呪文の使用回数（マジックポイント、MP）が少なくなったら街へ戻り、宿屋に泊まって回復し、装備を整えて再び迷宮に入り、徐々に探索範囲を広げていく、という行程の繰り返しでゲームは進んでいく。
その間に、各キャラクターは経験を積んでレベルを上げることで成長していき、一度の攻撃で多くのダメージを与えられるようになったり強力な呪文をより多くの回数唱えられるようになっていく。また、戦利品から優れた武具を選び身に付けることでも戦力を強化できる。
ウィザードリィシリーズの初期の作品は、拠点となる街は文章で表示され、魔物や迷宮のグラフィックも現在のゲームと比べると簡素ではあった。しかし、迷宮とその内のあらゆる物がアスキー文字による疑似平面図で構成され示される『ローグ』と比べると、冒険者の視点で描かれた迷路は臨場感があった。PC98シリーズ版のパッケージには書き込み式のマップシートが同梱されており、プレイヤーは地図を自作するようになっていたが、後期の移植作品ではゲーム内で自動的にマップを生成できるようになった。

## ゲームシステム

### プレイヤーキャラクター
ゲームを開始した直後、プレイヤーはまず冒険に参加するキャラクター（プレイヤーキャラクター）を作成する。シナリオ#1・#3、#5ではゲーム中で最大20人まで登録でき、うち最大6人までパーティに参加させ冒険することとなる。シナリオ#6以降では、6人のパーティメンバーのみ作成する。
キャラクターは「種族」と「性格」、「職業」に加え、#6以降では「性別」が選択できる。
- 種族は「人間」「エルフ」「ドワーフ」「ノーム」「ホビット」の5種類に加えて、#6以降では「フェアリー」や「リザードマン」などの人型種族[注 2]を選択できる。
- 性格は「善（good）」「中立（neutral）」「悪（evil）」の中から1つを選択する[3]。性格によって、就くことのできる職業や装備できる品に制限が掛けられている。善と悪のキャラクターが同じパーティに参加することはできない[3]。ただし迷宮内で合流することは可能であり、この方法で善悪混合のパーティを組成することは可能である。#6以降は廃止された。
- 職業はいわゆるキャラクタークラスであり、「戦士」「魔術師、魔法使い」「僧侶」「盗賊」「司教」「侍」「君主」「忍者」の8種類に加えて、#6以降は「錬金術師」「超能力者」「レンジャー」「吟遊詩人」「ヴァルキリー」「モンク」、#8では「ガジェッティアー[注 3]」が選択できる。初期段階では制限によって選択できないものがあるが、別の職業で成長して条件を満たすことで転職できる。#5までの職業は能力値の他、性格によっても選択できなくなる可能性があるが、職に就いたあとで性格が変わる可能性はある。例えば、性格が悪の者は能力値が条件を満たしていても侍にはなれないが、性格が善の侍が悪の性格に転じることはある。

こうして作成した各キャラクターは戦闘で経験を積むことでレベルアップが可能である。レベルアップすると、力や素早さなどの能力値が向上する可能性があるほか（低下する場合もある。年齢が高いと低下しやすい）、耐久力（ヒットポイント）の向上、攻撃回数の増加、呪文の修得、呪文使用回数の増加という面でキャラクターが強化される。レベルの上限は設定されておらず、無限に上げることができる。ただし、PCエンジン版I、II、III、Vはレベル1000が上限。PS版「リルガミンサーガ」では上限が999に変更されている。
能力値は以下の通り。
力（STRENGTH）
攻撃の命中率と、追加ダメージに影響する。各種武器は攻撃の命中率にボーナスを持つ場合がある。
知恵（I.Q）
魔術師系呪文の覚え漏らしを軽減する効果がある。そのほか、一部シリーズではこの能力が高いほど魔術師系呪文の効果が上昇する。
信仰心（PIETY）
僧侶系呪文の覚え漏らしを軽減する効果がある。一部シリーズではこの能力が高いほど僧侶系呪文の効果が上昇する。
生命力（VITALITY）
レベルアップ時のHP増加に寄与する。その他、死体や灰からの復活にボーナスがある。極端に低下すると、老衰で死亡してしまう。
素早さ（AGILITY）
戦闘時の行動順決定にボーナスが付くほか、宝箱の罠を調べる際や解除する際に成功率が高くなる。
運（LUCK）
主に、モンスターによる各種の特殊攻撃への耐性、罠にかかった際の回避率に影響する。また、ステータス画面では参照されない、隠しパラメータとしての運も存在している。
ほか、アーマークラス（AC）と呼ばれる防御力があり、値が小さいほど相手の攻撃成功率が下がる。この値は防具を装備するか、一部呪文を受けることで変動する。
レベルアップによって経験を積んだキャラクターは能力値が各職業の条件を満たすと「転職」が可能である。転職後はレベル1となり、それまでに得た耐久力（HP）と修得した呪文は引き継がれるが、5歳程度老化し、能力値は各種族の基本値まで低下し、呪文使用回数も最低限まで低下してしまう。なお、一部の機種・シナリオにおいては、アイテムを使用してレベルや能力値などをそのままに転職を行うことが可能である。
なお、1つのシナリオで成長させたキャラクターは、別のシナリオに転送して使用することができる。転送した場合に持ち越せるもの（能力値やアイテムなど）はシナリオや機種などにより異なる。キャラクターの転送にはフロッピーディスク、ターボファイル、メモリーカードなどの外部記憶装置やパスワード方式が用いられる。また、複数のシナリオを収録しているタイトル（「リルガミンサーガ」など）ではシナリオ間でのキャラクター転送をサポートしているものもある。

### 死・ロスト
本作品ではプレイヤーキャラクターが死んだ場合、「ロスト」（lost）と呼ばれる、復活できない状況が生じることがある。
HPが0になった状態は「死亡」（dead）である。モンスターの攻撃や罠などでヒットポイントがゼロになるほか、クリティカルヒット攻撃を受けたり、宝箱の罠が発動したりして、残りHPに関係なく死亡する場合もある。
キャラクターが死亡した場合は寺院や呪文で蘇生させることができるが、失敗する場合もあり、死亡からの蘇生に失敗すると「灰」（ashed）状態になる。灰からの蘇生も可能だが、死亡からの蘇生に比べ、寺院の場合は高額の費用が、呪文の場合は高レベルの呪文が必要となる。灰からの蘇生にも失敗すると「ロスト」（lost）となり、そのキャラクターはデータを抹消されて完全に消滅し、蘇生させることはできなくなる。
データが抹消されるタイミングはさまざまである。寺院で灰からの蘇生に失敗した場合は即座に埋葬され、そのキャラクターのデータは消滅する。迷宮内ではシナリオにより、蘇生に失敗した時点で即座に消滅するものや、メンバーから離れたり城に戻ったりした時点で消滅するものがある。シナリオによっては泉の奇跡などによりロストから蘇生するケースもある。
また、全滅した場合にキャラクターがロストすることがある。本作品では迷宮内でパーティが全滅した場合、パーティーメンバーの死体はその場所に取り残されることになり、その者たちを復帰させるためには、生きている者がその場所へ行き、死体を回収して蘇生させなければならない。その際に、一部のメンバーがロストし回収できないこともあるほか、回収した場合でも、そのメンバーの所持品が奪われてなくなっていることもある。死体を回収するときには回収のための空きメンバーを作らなければならないため、少ない人数で行く必要があり、道中の戦闘がより困難となる。
そのほかのロストの要因として、レベルアップなどで生命力のパラメータが極端に低くなった場合や、エナジードレイン攻撃によってキャラクターがレベル0以下になった場合がある。また、宝箱の罠「テレポータ」に引っ掛かった場合は岩のマスにテレポートで飛ばされることがあり、このときは「石の中にいる!」（ローカス版では「壁の中に入ってしまった!」）と表示されてロストとなる。ただし機種によっては、このときはロストせず、全員が死亡して城に送還されるものもある。
シナリオ#6以降では、このロストの要素はなくなった。ただしシナリオの特性上、恒常的にキャラクターの蘇生を行う施設がなく、補充メンバーを入れることもできないため、蘇生手段を持ち合わせていない場合、メンバーが欠けたままゲームを進めなければならない。

### 街
シナリオ#1 - #3、#5では、街にある各施設を利用することで、冒険によって失われた体力や魔力を回復して体勢を立て直すことができる。そして迷宮と街との往復を繰り返しながら、探索を進めることとなる。
シナリオ#2および#3、#5は「リルガミン」と明示されているが、#1、#4については単に「トレボーの城」とだけ書かれており、両者が同じ街かどうかは不明。
シナリオ#6以降には、このような「拠点としての街」は登場しない。
なお原作者ロバート・ウッドヘッドによれば、「ギルガメッシュ」「ボルタック」「カント」などは、彼とアンドリュー・グリーンバーグがTRPGをプレイしていた時のキャラクターの名前からとられているとのこと。
ギルガメッシュの酒場（Gilgamesh's Tavern）
訓練場で作成したキャラクターから、実際に冒険に参加するメンバーを選択してパーティを編成する。
「死亡」「石化」などの状態異常のキャラクターはカント寺院（後述）に運ばれることになっているが、パーティーとして連れて行くならばここで行う。これら行動不能の状態のキャラクターのみでパーティーを組むことも可能だが、ダンジョンに入ると直ちに全滅となる。

ボルタック商店（Boltac's Trading Post）
武器や防具などの装備品、薬や巻物の売買、正体不明の戦利品の鑑定及び、呪われた装備品の解除も、有料で行う。
ゲーム開始時には、基本的なアイテムのみ販売している。シリーズによっては少しいい武具も販売しているが、初期の段階では高価で手が出せない場合が多い。
プレイヤーが売ったアイテムがその数だけ店頭に並ぶため、次第に品ぞろえが充実していく。そのため、アイテムの保管所としての役割も果たすことになる。ただし、iアプリ版、GBC版を除いて呪いのアイテムは並ばない。また、売り値がつかないアイテムは売却できない（売り値0Gのアイテムは売れない）。
アイテムの鑑定・解呪は売価と同額であり、正体不明の戦利品を鑑定して売却した場合、プレーヤーに利益はない。さらに売ったアイテムは売価の2倍の価格で店頭に並ぶ。そのため、日本人ユーザーの間では「ボッタクル商店」とも呼ばれる。ただし鑑定額である程度アイテムの正体を予測することができる。
冒険者の宿（Adventurer's Inn）
減少したHPやMPを回復する。
経験値が基準を上回っていた場合にはレベルが上昇する。
ただし、能力値が上昇するとは限らず、減少することもある。キャラクターが高齢の場合は能力値が減少する確率が高くなる。
一度の宿泊で上がるレベルは、2レベル分以上の経験値が溜まっていた場合でも1レベル分のみなので、必要回数だけ宿泊しなければならない。
値段が高い部屋ほどHPの回復量が多いが、MPの回復量とレベルアップは、どの部屋でも同じである。
宿泊をすると加齢されていき、成長率が徐々に下がってしまう。あまりに高齢だと、レベルアップ時に老衰で死ぬ（このゲームでは消失扱い）場合がある。加齢するのは宿泊したキャラクターのみで、他のキャラクターの時間が進むことはない。従って、攻略本などでは「僧侶のみを馬小屋に泊めてMP回復させ、迷宮に戻り入り口付近で他のメンバーのHPを僧侶呪文で回復させて、再び僧侶を馬小屋に泊める」という方法が紹介されている。
iアプリ版では省略されており、城に戻るとステータス異常がない限り自動的にMP・HPは最高値まで回復し、レベルアップのチェックも行われる。
カント寺院（Temple of Cant）
死亡（および灰化）したキャラクターの蘇生や、ステータス異常（麻痺、石化など）の治療を行う。
キャラクターのレベルが高いほど、治療にかかる値段（寄付金）が高い。
蘇生は失敗の可能性があるが、失敗した場合でも返金はされない。
お金が不足した状態で治療しようとすると、「けちな不信心者（もしくは背教者）め！」と言われて追い出される。
英単語「cant」には「（宗教的に）上っ面だけで偽善的な言葉」という意味がある。
街外れ（Edge of Town）
城の出口。迷宮に入る、城に戻る以外を選択するとパーティは解散となる。
訓練場（Training）
プレイヤーキャラクターの新規作成や削除、名前の変更、並びに転職を行う。
迷宮の入り口（Maze）
酒場でパーティを編成した後、ここに来ることで迷宮の探索が開始できる。
ユーティリティ（Utilities）
迷宮内で探索を中断したパーティの再開、他シナリオへの転送を行う。
ゲームの終了（Leave Game）
PC版ではオートセーブを採用しているため、この処置をしてから電源を切る必要がある。

### 迷宮
シナリオ#1 - #4では、1つの階層は20マス×20マスの正方形で構成されている（#5以降は不定形。また、#4ではマップが俯瞰図ではなく横からみた図（つまり、他の階層では南北で表される位相が上下になっている）になっている階層もある）。
壁や扉は、マスとマスの間を仕切っている。
マップの端（北と南、西と東）は、つながっていることがある。
パーティは一度に東西南北のいずれか一方向、初期状態では1マス先までしか見られない。一度に狭い範囲の状況しか見られないので、方向を変えてフロアを歩き回りながら、プレイヤーは方眼紙とペンを用意して独自に地図を作成する必要に迫られる。据え置き機や携帯機では、オートマッピング機能がついている作品もある。
ある特定のマスには、以下のようなものが設置されている。壁や扉にも、「一方通行」や「見えない扉」などの仕掛けがある。
階段や縄梯子
上や下の階層へ移動する。街への出口も階段である。
回転床
そのマスに足を踏み入れると、パーティの向き（方角）が変わってしまう。キャンプを閉じるたびに起動するので、呪文などで方角を確認しても無意味である。
瞬間転移
物理的に離れた、特定のマスへ瞬間移動する。一方通行であり転移の表示が出ないので、地図作成を困難にし、探索計画を狂わせる。
落とし穴など
キャラクターにダメージを与える罠である。宝箱の罠とは違い、盗賊がいても無効化できない（#5など、魔法使いの呪文で回避できる場合もある）。キャンプを閉じるたびに起動する。
ダークゾーン
闇によって、周囲の壁や扉、次のマスが全く見えないマス。照明の呪文でも闇を照らせないどころか、照明そのものまでかき消されてしまう。
イベント地点
雰囲気を出す何らかのメッセージの表示、キーアイテム、あるいはそれを守る固定モンスターとの戦闘、キーアイテムを所持していないパーティを追い返す関所などが待ち受けている。見た目だけで落とし穴などが仕掛けられているダミーのイベント地点も存在する。
岩のマス
マスが丸々岩や土砂で埋まっている。基本的に壁で区切られているため直接侵入は不可能だが、ここに呪文や宝箱の罠によってテレポートすると、キャラクターが消滅（ロスト）する。一部機種では「全滅」に変更されている。
シュート（shute）
落とし穴に似ているが、落ちてもダメージを受けず、下の階層（場合により上の階層）に移動する（#4では、瞬間転移と同じ機能を持つ）。
呪文封じ
そのマスに足を踏み入れると、一切の呪文が使えなくなる。効果はその階から出るまで続く。
玄室
一見何も無いフロアに見えるがモンスターの群れが住み着いており、踏み込むと必ずモンスターが出現する。一度モンスター達を倒すと階層を変えない限りは補充されない。玄室のモンスター以外は宝箱を落とさないため、あえて玄室に向かわなければいくら探索してもアイテムを得られず、パーティの装備を強化できない。

### モンスター
迷宮探検を行うパーティに立ち塞がる主な障害として、戦闘を仕掛けてくるモンスターが挙げられる。彼らとの戦いをいかにうまく切り抜けて効率良く探索できるかがプレイヤーの腕の見せ所である。『AD&D』に倣い、ドラゴン、マンティコア、スライムなどの神話や想像上の生き物から、カピバラ、コヨーテなどの実在の動物までさまざまなモンスターが存在する。また、プレイヤーキャラクターと同じ戦士や魔術師などの人間達も襲い掛かってくる。以下に「本家」に登場するものから過半数である4作品以上に登場したものを紹介する。
マーフィーズゴースト
シナリオ#1、#2、#4、#5に登場する。シナリオ#1では第1層のある地点に固定出現する。何度でも戦うことができ、攻撃力が低いので低レベルキャラクターでも勝利して経験値をそこそこもらえるモンスターである。モデルとなった人物は、原作者の一人アンドリュー・グリーンバーグの級友Paul Murphyで、グリーンバーグの作成したゲームのテストを務めていた。#1や#2の最下層では、冷気ブレスや毒、石化、クリティカルヒット攻撃を持つ強敵フラックとともに複数体が同時に登場する。なおフラックは、Apple II版ではスライムのイラストが付加されているが、ファミコン版で末弥純によって緑色のピエロ服を着た怪人として描かれている。
グレーターデーモン
シナリオ#3を除く多数のシナリオに登場。悪魔の中でもトップクラスの能力を持ち、集団で出現することが多いうえに仲間を次々と呼び寄せるという特徴があり、強力な攻撃呪文と高い呪文無効化能力も持っているため、高レベルのパーティでも全滅させられることがある。ただしシナリオ#1では呪文を封じ込めて使用不能にすると、呼び出された仲間も最初から呪文が封じられた状態となるため、仲間を呼び寄せる性質を利用して「養殖」し、倒し続けることで莫大な経験値を得られる。
ポイズンジャイアント
シナリオ#1、#4、#6に登場。迷宮に登場する巨人族の中でも最強クラスの能力を持ち、強力な毒ガスのブレスによる攻撃を行う。このモンスターに奇襲されると高レベルのパーティでも全滅してしまう可能性がある。大半のシリーズではマカニトで全滅させることができるが、国内PC版及びリルガミンサーガではマカニトは呪文無効化率（95%）の影響を受けるので非常に効きにくい。なお、シナリオ#2に登場するジャイアントゾンビはポイズンジャイアントのゾンビとされている。
バンパイア
シナリオ#1、#2、#4、#5に登場する強力なモンスター。冒険者の血を吸い取り経験値とレベルを低下させるエナジードレイン能力を持つ。一度エナジードレインを受けると倒しても失ったレベルを取り戻すことはできず、再度経験値を貯め直さなくてはならない。シナリオ#1や#2、#4では上位種のバンパイアロードも登場する。シナリオ#4のプロローグによればバンパイアロードはワードナに招かれた客分とのことである。
忍者
シナリオ#1、#2、#3、#4、#6などに登場するモンスター、およびその系統。即死攻撃を行う。即死攻撃はあくまで通常攻撃の追加効果のため、魔法が唱えられない状況下でも即死攻撃を行う。比較的浅めの階層から複数体で出現し、HPの多寡に関係なくパーティメンバーを即死させていく。深い階層に出現する上位種はハイマスター、マスターニンジャ、ハイニンジャといった名が付くことが多い。
侍
シナリオ#1、#3、#4、#5、#6、#7などに登場するモンスター、およびその系統。出現階層にしては比較的低いレベルの魔術師呪文を唱える戦士。取り立てて優れた技能はない代わり、集団で出現することが多い。#2では最上位種としてミフネが登場し、他に侍系統が出現しないFC版以降のIIIなどでも登場している。また、#1、#5の最上位種はハタモトである。
なお、シナリオ#1、#2、#4などにはダイミョウの名を冠するモンスターが登場するが、通常攻撃のみ・集団で出現・侍系統とは同時に出現しない等、侍系統とは全く無関係なモンスターである。その反面、#6の侍系統の最上位種はロード・ダイミョーとなっている。

### 呪文
シナリオ#1 - #5では、魔術師呪文と僧侶呪文の二系統に分類される。それぞれが第1 - 第7段階に分けられ、段階ごとに数個ずつの呪文が属している。キャラクターのレベルが上がるにつれて、新しい呪文を習得し、MPが増える。MPはその段階ごとに設定されており、呪文を行使するごとにMPを消費する。僧侶と魔術師は最短でレベル13に達した時点で全ての呪文を修得するが、司教、侍、君主の場合はより高いレベルが必要とされる。PC版のシナリオ#2ではマロールが、シナリオ#5ではソコルディかバモルディが攻略上必須となる。
シナリオ#6以降では呪文のシステムが一新された。火水風土心聖の6領域に大きく分類され、それぞれの呪文は6領域のうちのどれか一つに属する。どの呪文を習得できるかは、魔術師系統、僧侶系統、錬金術系統、霊能力系統の4系統によって異なっており、現在就いている職業によってどの系統の呪文を習得できるかが決まる。呪文によっては複数の系統で習得できるものもある。高度な呪文は、レベルやそれぞれの系統のスキル値を上げないと習得できない。
MPは6つの領域ごとに設定されており、呪文によって定められたポイントを消費する。レベルが上がれば最大6倍まで一度にMPを消費して効果を上げることができる。ただし、「発声」のスキルが低いと呪文が逆流（バックファイアー）してパーティがダメージを受けることがある。
呪文の名称は、シナリオ#1 - #5ではアルファベットを組み合わせた独特のもの（竹内誠の小説・原作漫画では真言葉（トゥルー・ワード）という魔法単語の組み合わせ）、シナリオ#6以降ではその効果を表す英単語・熟語がそのまま呪文の名称となっている。

### アイテム
ウィザードリィとともにコンピュータRPG黎明期の代表作に数えられる「ウルティマシリーズ」では、イベント用アイテム以外は必要最低限のものしか登場しないのに対し、ウィザードリィでは多数のアイテムが登場する。シナリオ#1 - 3、5においては商店に売却したアイテムの情報が保存され、新しいものを売る度に購入画面に表示されるアイテムが増えていく。

#### 分類
本シリーズに登場するアイテムは、装備可能なものとそれ以外に分類される。
以下に挙げるものは基本的にキャラクターが装備することによってその恩恵を得られるものである。逆に、多くのアイテムは装備しないと効果が現れない。装備可能なアイテムは職業や種族によって定められる。なかには装備者に呪いを与える物もある（物によっては呪いの対象は性格や種族などが合致しない者に限られる）。呪いを有するアイテムを装備すると何らかの手段で破壊しない限り別のアイテムに装備し直すことができなくなる。能力の上昇幅はアイテムによって異なり、ゲームの進行に伴って効果の高いものが手に入りやすくなる。また、装備品の中にも「つかう（Use）」ことによって呪文と同じ効果を発揮するものもある。キャンプ時にスペシャルパワーと呼ばれる秘められた力を解放して特別な効果を得られる品もある。
武器
敵モンスターに対して攻撃するためのアイテム。武器によってダメージ幅が定められており、命中率や1ターンあたりの攻撃回数に修正が加えられる。ただし初期の作品では、こうした武器の性能はゲーム中では一切表示されないので、装備して実戦で使いながら性能を把握する必要がある。シナリオ#1 - 3では前衛（パーティの3人目まで）しか実際には攻撃できない。シナリオ#5以降は槍や弓などの長射程武器が登場し後衛（パーティの4 - 6人目）も攻撃できる。シナリオ#6以降ではスキル制の導入により「剣」「斧」「棹状武器」などとさらに細かく分類され、またスキルとは別に持ち手の概念が入り両手用、メイン（利き手用）、サブ（利き手と逆の手でも扱える。即ちメイン＋サブかサブ2つで二刀流が可能）に分類される。
防具
敵からの攻撃を防ぐためのアイテム。装備するとアーマークラス(AC)値が低下し、敵の攻撃を受ける確率が減る。AC値はゲーム中で確認できる。1種類ごとそれぞれ1つずつ装備することができる。
鎧・衣服
胴体に身につける防具。基本的に、防具の中で最も効果が高い。シナリオ#6以降では上半身と下半身にさらに分類される。
盾
片手に持って敵の攻撃から身を守る防具。シナリオ#6以降では両手武器の概念が登場し、それを装備している場合は盾を持てなくなる。
兜・帽子・冠
頭部に身につける防具。
篭手・手袋
左右の手にはめる防具。種類が少なく、装備可能なクラスも限られる。
靴
左右の足に履く防具。シナリオ#6以降に登場（#5以前も靴らしき品はいくつか出るが「その他の品」扱い）。
その他の品
装備することができるアイテムのうち指輪や魔除けなどの、武器にも防具にも分類されないもの。特定の呪文と同じ効果を発動したり、他の防具同様にACを下げたり、あるいは特殊な防御効果を得られる。作品によっては装備せずとも所持するだけで効果を発揮するものや、スペシャルパワーを解放しなければ意味のないアイテムも登場する。
以下に挙げるものは、直接使ったり特定の地点を通過する時に効果を発揮するアイテムである。
道具
ポーション（瓶詰めの薬）や巻物など、使うことで呪文と同じ効果を発揮する品。一度使うとなくなってしまう（がらくた Broken Itemとなる）ものが多い。シナリオ#6以降には楽器やガジェットなど、何度使っても無くならないものの特定の職業しか行使できない品もある。
キーアイテム
鍵に代表される重要アイテム。迷宮内の特定の地点を通過するのに必要となる。中には装備品でなおかつキーアイテムでもある品も存在する。また、迷宮の最深部で入手して街に持ち帰ることでゲームクリアとなるシナリオクリアアイテムもキーアイテムの一種と見なせる。

#### 名称
Apple II版とそれ以降で、アイテム名称が異なっていることがある（例：RING PRO UNDEAD → PRIESTS RING）。
Apple II版を初めとするPC版では『ダンジョンズ&ドラゴンズ』に倣い、強化された武器・防具の名称に「+1, +2,...」（呪いがかかったものは「-1, -2,...」）と付加する命名規則となっているが、Macintosh版ではそれぞれに固有の名称（例：LONG SWORD +1 → SWORD of SLICING）を付与するようになっている。FC版は後者の命名を和訳したもの（例：LONG SWORD +1 → SWORD of SLICING → きりさきのけん）となっている。

#### 複数回登場したアイテム
以下に「本家ウィザードリィ」に登場するものからシナリオクリアに関るアイテム、並びに過半数である4作品以上に登場したものを紹介する。なお、名称（日本語訳）はプラットフォームによって異なる場合がある。

##### ワードナの魔除け Amulet of Werdna
Apple II版での名称は「Werdna's Amulet」。
シナリオ#1と#4に登場する。どちらのシナリオも、このアイテムを手に入れることが目的だが、#1と#4では手に入れようとする人物が逆転している。所持する者を様々な攻撃から守り、体力回復や瞬間移動の力も秘めている。巨大な力を秘めているため、#4では触れるためにはミスリルグローブを手に装着する必要があるとされたが、ソフトークオールスターズ（#4の世界において、#1で魔除けを入手したパーティ）は剣の切っ先にぶら下げて持ち帰っている。
製作者やトレボーが手にした経緯は機種や攻略本、小説などによって異なる。
- Apple II版やFC版では特に言及されていない。
- ベニー松山の小説『小説ウィザードリィ 隣り合わせの灰と青春』では製作者はワードナ自身であり、戦乱を収めるためにトレボーの父に手渡し、力を知ったトレボーが父の墓を暴いて手にしたとされている。
- シナリオ#4の説明書には、もともと「失われた神々の楽園」に置かれていたとなっている。
- シナリオ#4の攻略本「地上への道」では、トレボーが戦力を獲得するために魔道実験を繰り返していた時に異次元から偶然、召喚したものとなっている。
- シナリオ#4の真のエンディングではアミュレットは善でも悪でもなく純粋な混沌より生み出されてものとされ、ワードナはそれの作り手の元へ戻すと誓う。なおミスリルのガントレットでのみアミュレットを掴むことができる。
- OVA版でもワードナは左手に銀色のガントレットを装着している。
- 石垣環の漫画シリーズでは、トレボーの家系に先祖代々伝わっていたものとなっており、製作者は不明のままである。

##### ニルダの杖 Staff of Gnilda
日本語PC版やFC版IIの説明書では「グニルダの杖」と表記されていたが、1990年発売のFC版IIIにおいて「ニルダの杖」と表記されて以降、この名で定着している。
シナリオ#2と#3に登場する。リルガミンの街をあらゆる災害や害意を持つ存在から守っていた。だが、リルガミンの中で産まれた者には効果を発揮しないという弱点を持ち、そこを突いたダバルプスに奪われる。ダイヤモンドの騎士の装備を手にしたマルグダとアラビクの姉弟によってダバルプスは倒されるが、断末魔に叫んだ呪いの言葉によってリルガミンの城の崩壊と共に地下深くに封じられる。その後、ダイヤモンドの騎士の装備を身に付けた冒険者の手でリルガミンの街に返還され、ニルダ寺院に保管される。しかし、30年後にリルガミンを襲った天変地異を防ぐことはこの杖でも不可能だった。

##### ダイヤモンドの騎士の装備
シナリオ#2に登場する。伝説のダイヤモンドの騎士が装備していた武具一式。ゲーム上ではKnight of Diamondsの頭文字をとってコッズ（KoD's）アイテムと表記される。任天堂機版の日本語表記では「伝説の鎧」などのように意訳されている。
コッズアーマー、コッズシールド、名剣Hrathnir（ファミコン版などではハースニールと訳されているが古いゲーム記事ではフラスニール、ラスニールとも）、コッズヘルム、コッズガントレットの5種のパーツで構成されており、高い攻撃力と防御力を持つほか、強力な魔法の力が秘められている。しかし、それぞれの装備には意思があり、手にしようとする者がそれに相応しいかを見極めるために攻撃を仕掛けてくる。このときモンスター名としてはマジックアーマー / シールド / ソード / ヘルム / ガントレットと出る。いずれも不確定名は「命を吹き込まれた物」（Animated Object）である。ガントレットは2匹同時に出現するが、アイテムとしては1個扱い。

##### イアリシンの宝珠 Orb of Earithin
シナリオ#3に登場する。リルガミンを襲った天変地異の原因を探ることができると言われている宝珠で、大地の宝珠とも呼ばれる。宝珠はエル’ケブレスが守護しており、善と悪が調和した象徴である中立の水晶を持たない者は宝珠に近づくことすらできない。善と悪の性格の冒険者が協力した後にリルガミンに持ち帰ることとなる。なお、別の場所にはミューズフェスの宝珠（Orb of Mhuuzfes。ムフーズの宝珠とも）という偽物がある。
シナリオ#5では「リルガミンの宝珠」として登場し、ブラザーフッド寺院に入る時の通行証となるほか、三軸の門に入るときにも必要となる。

##### コズミックフォージ Cosmic Forge
シナリオ#6に登場する。書いた望みが全て叶うと言われる魔法のペンである。異界の悪魔からこのペンの存在を聞いた災厄の王とゾーフィタスらが異次元へ乗り込み奪い去ってきた。だが異次元から持ち去る過程で、ペンの本来の安置場所コズミックサークル以外の場所で望みを書いた場合、書いた者に望みを叶える代わりに災いをもたらす、という一文を書き加えたために、ペンは呪いの品と化した。そして災厄の王は望みを叶えることと引き換えに死ぬことができない身体となり、王妃は自らの命を失い、ゾーフィタスは善と悪の2つに分裂した。実はコズミックフォージの呪いは「願い事を可能な限り曲解して叶える」というものであり、字面の上では全員の願い事が叶っているのである。なお、このペンは#6の最後でコズミックロードの一人によってコズミックサークルへと戻され、#8の最後に再び登場する。

##### アストラル・ドミナ Astral Dominae
シナリオ#7と#8に登場する。惑星ガーディアに隠されていた宝珠で、この宇宙の法則の全てが記されていると言われている。コズミックフォージの力でガーディアの位置は隠されていたが、サークルからペンが盗まれたことで存在が全宇宙に知れ渡ってしまい、アンパニ族、ティーラング族、そして科学者ダークサヴァント等が大挙してガーディアに押し寄せた。さまざまな勢力が入り乱れる中、異星からやってきた冒険者のパーティが一時保有するもののヴィ・ドミナの命と引き換えにダークサヴァントの手に渡る。

##### カシナートの剣 Blade Cusinart
シナリオ#5を除くほぼ全編に登場する、高い攻撃力を誇る戦士系用の武器。シナリオ#1や#3では戦士とロード、#1と#2では悪以外の忍者において実質最強の武器となる。「剣（Blade）」という名前ではあるが、いわゆる「刀剣」ではなく、先端に回転する刃を取り付けた棒状の武器である。

オリジナル英語版の「Blade Cusinart」の概略

シナリオ#4では、主人公ワードナは魔術師であるため武器として装備できないものの、「かき混ぜ器（Blender）」として重要アイテムの作成に必須となっている。
モデルとなったのはアメリカの家電メーカー、クイジナート社のフードプロセッサである。「クイジナート」はアメリカにおいて「フードプロセッサ」の代名詞として通用するメーカーで、原作者による走り描きのようなイラストによって、フードプロセッサのパロディ武器であることが明らかになった。ロバート・ウッドヘッドは「冗談アイテムのつもりだった」と述べている。綴りはネタ元から「i」を1字抜いたものになっているが、Macintosh版のアイテム名はネタ元そのままの「Blade Cuisinart」になっている。
日本においては、資料が少ない時期に執筆された攻略本の記事で「名匠カシナートが鍛えた剣」とする設定がある。日本製の派生作品にもそうした解釈を踏まえた設定が多い。なお、日本で家電としてのクイジナートのフードプロセッサが話題になるのは2000年代後半からであった。
また、外伝シリーズの携帯電話移植版であるネザードメインにおいてはカルナリアの剣というオリジナルの名前に変更されている。
2022年より発表されているコミカライズである『魔境斬刻録 隣り合わせの灰と青春』では、「シュナイダートの剣」という名前に置き換わっている。

##### 盗賊の短刀 Dagger of Thieves
Apple II版での名称は「Thieves Dagger」。
シナリオ#1,2,6,7に登場する武器。シナリオ#1,2に登場するものは、盗賊にとっての最強クラスの武器であると同時に、性格や能力値条件を満たさずとも盗賊を忍者に転職させる特別な力を秘めている（ただし力を発揮すると失われる）。シナリオ#3にも盗賊や司教を忍者に変えるバタフライナイフ（蝶のナイフ）が登場する。シナリオ#6以降では、盗賊系が装備できる強力な武器として登場するが、転職の効果はない。

##### 手裏剣 Shurikens
シナリオ#1、2、4等に登場する。忍者が装備可能な武器の中では最高の攻撃力を持つ。原作者ロバート・ウッドヘッドによると、複数枚がセットになった投擲用の星型手裏剣であり、Apple II版で「SHURIKEN」（不確定名 WEAPON）だった名称もIBM PC版や日本語PC版では複数形（不確定名 STARS）となっている。一方、ノベライズ版ではくないだと解釈されることもある。なお、性格が「悪」以外の忍者が装備すると呪われてしまう。
シナリオ#6以降では忍者だけでなく侍も装備出来るが、使い捨ての飛び道具として扱われ、序盤に登場するだけあって威力もそれなりである。
もともと、古代欧州風の世界観に侍や忍者などの日本起源の異端的な要素が登場したのは、黒澤明の時代劇やニンジャムービーと呼ばれる忍者を主役とした娯楽映画を見ていたというウッドヘッドの嗜好による。後のインタビューでは、ジェームズ・クラベルの小説『将軍』（1975年）の影響であったと述べている。

##### 村正 Muramasa Blade!
シナリオ#3,5を除くほぼ全編に登場する。侍にしか装備できないが、ゲーム中最強の威力を持つ武器である。モデルは妖刀と呼ばれた村正から。シナリオ#5ではMuramasa Katana（SFC版ではFC版と同じく村正、PS版ではムラマサ刀）という名称で登場し、侍だけでなく忍者も装備可能となっている。シナリオ#6以降では再び侍専用の武器として登場するが、最強武器ではなくなっている。
この村正に見られる「（ヨーロッパ風の世界でも）最強の武器は日本刀」という事象は、後に日本でもコンピュータRPGが作られるようになってから、逆輸入され取り入れられている。
なお、Apple II版シナリオ#1では「MURASAMA BLADE」の表記になっている。村雨と混同したという説があるが、ロバート・ウッドヘッドは「（思い出に残るアイテムは）ムラマサブレードかな。最初に発売したアップル版ではムラサマブレードという名前だったけど、日本語版が発売されるときに、違うってのがわかって、直した」と述べており、村雨については言及していない。その後のインタビューでは、ジェームズ・クラベルの小説『将軍』（1975年）に登場するMurasama Bladeの引用であったと述べている。後の移植版では基本的に「MURAMASA -」に統一されているが、一部の日本版では特定の条件下で「MURASAMA -」表記が再現される。
『ログイン』1991年 No.12にて、サーテックからの情報として村正の正体はミキサーの刃のような武器だと紹介されたことがあったが、これはカシナートの剣との混同である。このことを聞いたウッドヘッドがそれはカシナートのことであり、ムラマサは日本刀であると否定している。
ちなみに、#1では「村正が有ればレベル1の侍でも、ポイズンジャイアントを一撃で倒せる」という伝説があった上、プレイヤー間で村正を手に入れた座標を教え合うという光景が、宝島社の雑誌『Hippon Super!』を賑わせていた（徳間書店インターメディアの雑誌『テクノポリス』にも同様の企画があった）。ちなみに、入手はドロップするモンスターと確率で決定され、座標は関係ない。ただし、レベル1の侍がポイズンジャイアントを一撃で倒せるというのは事実である（ストレングスの数値による）。

##### 君主の聖衣 Garb of Lords
シナリオ#1、2、4に登場する。ロードにしか装備出来ない鎧で、身に付けるだけで防御力だけでなく自動回復などのさまざまな特殊能力が備わる。Macintosh版にて「Armor of Lords」に名称変更された後に、移植されたFC版やアスキー版外伝シリーズではそちらが採用されて「聖なる鎧 Armor of Lords」に名称が変わっている。シナリオ#4では一応ワードナも装備可能だが、呪いのアイテムとなっている。
日本では、手裏剣、村正と併せて「三種の神器」と呼ばれ、その人気ゆえに、本来これら三種が登場しないシナリオ#3の移植であるFC版『II』にも登場することとなった。
因みにテーブルトークRPG版ではローブ+9の防具として登場する。

## 開発
メインデザイナーはロバート・ウッドヘッド（Robert Woodhead）とアンドリュー・グリーンバーグ（Andrew C. Greenberg）である。当時、コーネル大学の学生だった2人がそれぞれ作成していた『パラディン』『ダンジョンオブディスペア』というゲームを互いに評価し、『ダンジョンズ&ドラゴンズ』（D&D）に代表されるRPGを、大学でのコンピュータ支援教育に用いられていたメインフレームよりも規模の小さな個人向けのパソコンで再現するため製作したものが、本作のシナリオ#1である。
そのため、行動の成功判定処理、アイテムやモンスターの名称、データ数値などに、『アドバンスト・ダンジョンズ&ドラゴンズ』（AD&D）の影響が色濃く見受けられる。また、ウッドヘッドが在校当時に熱狂したPLATOのコンピュータゲーム群、特に『Oubliette』の影響も大きい。ウィザードリィの初期作品はD&Dが高い人気を誇った時期に発売され、D&Dタイプでありながら豊富な映像表現を実現した最初のゲームとして成功した。
なお、シナリオ#1「狂王の試練場」の狂王トレボー（Trebor）と邪悪な魔術師ワードナ（Werdna）の名は、彼ら2人の名前を逆につづったものである。
Apple IIでは、Apple Pascal（UCSD Pascal）で開発されている。
シナリオ#5以降はデヴィッド・W・ブラッドリーがシリーズを引き継いだ。

### 日本語版ローカライズ
1985年にPC版を、株式会社フォア・チューンが移植し、アスキーが販売している。
1987年にゲームスタジオがファミリーコンピュータ（FC）への移植の実作業を行ったが、Pascalの動作しないFCへの移植についてウッドヘッドは難色を示していた。しかし、遠藤雅伸率いるゲームスタジオのプログラマは、この問題をクリアした。FC版ではBGMの作曲に羽田健太郎、登場モンスターのデザインや広告イラストに末弥純を起用している。
一方、1998年発売のプレイステーション（PS）版とWindows版の移植は、ローカスが行った。シナリオ#1 - 3を「リルガミンサーガ」、シナリオ#4・5を「ニューエイジオブリルガミン」として1本にまとめている。こちらも羽田健太郎がFC版とは異なる楽曲を、末弥純はFC版とほぼ同じイラストを提供している。なお、「リルガミンサーガ」Windows版は後年の移植で唯一、Macintosh版のUIに近い作りとなっている。
バンダイもワンダースワン用に移植するが（実際の移植作業は株式会社スティングが担当）1作のみで打ち切った。

## 版権の所在について
原作の発売元だった旧サーテック社は既に存在しておらず、2006年以降は他社に権利が譲渡された。2020年10月29日で日本のドリコムが「Wizardry6、7、8および『Wizardry Gold』の著作権と、『Wizardry』の国内外の商標権」を取得したことを発表している。
ドリコムが持っていない「Wizardry1から5までの著作権」が別途存在し、こちらは2023年時点で「SirTech Entertainment Corp.」が保有している。一作目のリメイクにあたっては、こちらも参加している。

### 過去の経緯
上記は2023年にデジタルエクリプスから『1』のリメイク版が発表された以降に公開された情報も含まれ、リメイク発表時点では不明な点もあった。
2006年11月27日にアエリアの版権管理会社「アエリアIPM」（現：IPM、ゲームポット子会社）が『ウィザードリィ6』以降のシリーズのすべての権利と全世界における商標権をサーテック・カナダなどから取得していた。この権利はGMOインターネットによるゲームポット子会社化（2013年）・GMOゲームポットの本社への吸収合併（2017年）を経てGMOインターネットに移行。その後2020年にドリコムの取得が発表された。
「Wizardry1から5までの著作権」については、サーテック社と原作者の一人、アンドリュー・グリーンバーグとの間で2000年代から2012年ごろまで版権を巡る法廷闘争が発生していた。
1~5の移植が途絶えていた期間があるが、『小説ウィザードリィ 隣り合わせの灰と青春』の著者ベニー松山によると、コミカライズ版『魔境斬刻録 隣り合わせの灰と青春』（2022年発表）の企画段階では1の権利元も不明だった。この影響もあり、本作はウィザードリィの固有名詞やデザインを用いない作品として発表されることになった。

## 評価
ウィザードリィのオリジナル版は、ゲーム雑誌『ソフトーク』の売上調査によれば、発売9か月の1982年6月には24,000本を売り上げて成功した。1983年6月の『Electronic Games』誌には、「疑うまでも無く、ウィザードリィは現在最もApple IIで人気のあるファンタジー冒険ゲームである」と書かれた。
1980年代、ウィザードリィは、ロビン・ウィリアムズ、ハリー・アンダーソンおよびバーレーンの皇太子のような著名人を含んだファンを楽しませた。特に後者は、個人的にサーテック社と同等の立場で話をした。
1996年発行の『Net Generation』では上位60番のゲームとしてランクされた。
押井守は「『設定だけで全部が成立していて、物語は自前で作る』という画期的なスタイルに感動して、丸1年毎日やっていた時期もあった」「ゲームの歴史の中でも別格的な存在だと思いますよ。あれ以降のゲームは全部『ビジュアルや音声等余計なものを増やしただけだ』と感じたくらい」「このゲームに出逢ったことは、僕がデジタルを用いた表現にハマる伏線にもなりました」と絶賛している。
1986年の雑誌『週刊ファミコン通信』第2号のコラム「パソコンゲーム通信」の筆者もプレイすると作中世界に浸ることができる点を評価している。その一方で、コラムの筆者は第1作のPC版が日本で発売されたのと同じ時期に発売された『ザナドゥ』に人気を奪われてしまったことを指摘しており、その原因として敵キャラクターの絵が動かないなど、アクションゲームとしての要素を欠いていたことを指摘している。

## 後世への影響

### ゲームの新機軸
ウィザードリィは対戦している魔物の画像を表示したコマンド式戦闘システムを確立した。このシステムは『バーズテイル』や『ドラゴンクエスト』、『ファイナルファンタジー』といった後のゲームに模倣された。
ウィザードリィのパーティ単位の戦闘は、リチャード・ギャリオットに『ウルティマIII』で同様のパーティ制システムを取り入れることを促した。
また、基本職での下積みを経て上級職へキャラクタークラスの変更を行うクラスチェンジの要素を取り入れたゲームであった。

### 後続作品への影響
ウィザードリィに触発されて多くのクローンが生まれ、コンピュータRPGのテンプレートとなった。1985年の『バーズテイル』や『マイトアンドマジック』は、ウィザードリィを起源とする著名なシリーズに含まれる。
日本では、ウィザードリィを元にシステムを簡素化した事実上国内PC用初のコンピュータRPG『ザ・ブラックオニキス』がウィザードリィの日本語版よりも1年早い1984年に発売された。
なかでも家庭用機向けRPG『ドラゴンクエスト』シリーズは、3作目までを通じて、ウィザードリィのコマンド式戦闘やキャラクターの装備やステータス異常、パーティー制、職業や転職といったシステムをコンピュータRPGに不慣れなユーザーにとっても段階的にわかりやすく取り入れ、これらのシステム、ひいてはコンピュータRPGそのものを日本において真に一般化させた。
その後の大きなフォロワーとしては、ベセスダのトッドハワード氏はクリエイターになるきっかけになったゲームタイトルの一つとして本作を挙げており、特にfallout3以降の彼が関わった作品には、主観視点で、また常にリアルタイムバトル以外の、コマンド式のバトルシステムをサポートしており、敵を倒した後にアイテムを拾ったり、謎解きでストーリーを進めていくアドベンチャーゲーム要素、キャラクター作成時に特性別にボーナスポイントを振り分けたり、メインストーリー終了後も永遠に宝探しが楽しめると言ったさまざまな部分で、意識的に影響を感じさせる作り方をしている。

### 他作品での引用
コンピュータゲーム以外の分野においても、本シリーズのファンを明言する者もおり、彼らの作品において本シリーズからの引用がなされることもある。
たとえば、映画監督の押井守はアニメ映画『機動警察パトレイバー 2 the Movie』にて、自衛隊の戦闘機のコールサインとして「ウィザード」「プリースト」「ワイバーン」、管制機のコールサインとして「トレボー」といった名称を使用している。また、テレビアニメ『GATE 自衛隊 彼の地にて、斯く戦えり』でもコールサインとして「ホークウィンド」と「トレボー」という名称が使用されている。

## 関連書籍

### 資料集
- 『ウィザードリィマガジン』編: MSXマガジン編集部、アスキー、1991年。
  - ウィザードリィ生誕10周年記念出版。ウィザードリィの歴史や世界観の考察など、資料的な意味合いが強い。
- 『ウィザードリィ事典』編著: ヘッドルーム、冬樹社、1991年、ISBN 4809280233。
- 『ウィザードリィモンスター事典』編著: 石埜 三千穂、宝島社、1992年、ISBN 4796605118。
- 『ウィザードリィ大事典』編著: ヘッドルーム、ソフトバンク出版事業部、1996年、ISBN 4890527737。
- 『ウィザードリィ・キャラクター・ログ』双葉社、1992年、ISBN 4575310158
- 『ウィザードリィ・ワークス』末弥純、アスキー、1993年、ISBN 4756106692
- 『画集 ウィザードリィ』末弥純、新紀元社、2006年、ISBN 4775304771。
- 『ウィザードリィルネサンス 公式資料集』ファミ通コネクト!オン、エンターブレイン、2013年。

## 翻案作品

### OVA
『ウィザードリィ』は、1991年2月20日に松竹富士より発売されたOVA作品。シナリオ#1をベースにしたオリジナルストーリーで、モンスターデザインはファミコン版を元にしている。独自の設定として、ワードナはアミュレットを使って世界征服を企む悪の魔術師で、アミュレットに施された封印が解かれたとき、1000年の呪いにより世界は滅び去り永遠の闇が訪れるとされている。

#### ストーリー
ワードナからアミュレットを取り戻すべくトレボー王によって集められた冒険者たち。だがいつしか冒険者は危険を犯すことを避け、迷宮の手頃な階層で魔物を倒して日銭を得ることに執心するようになり、本気でアミュレット奪還を考える者は殆どいなくなっていた。
侍のシン、君主のアレックス、忍者のホークウィンドたち3人もそんなパーティの一つであった。
ある日、地下4階で魔物に苦戦した3人は、凄腕の僧侶ジューザとその弟子アルパーに救われる。かつてワードナと共に冒険し、狂王トレボーにアミュレットをもたらしたジューザは、アミュレットを取り戻さねば、いずれワードナの手によって世界が滅びることを知っていた。それを阻止する為アミュレット奪還を目指すジューザは、3人の腕を見込み共に地下10階へ向かう事を誘う。しかしアミュレットには興味がないとその申し出を断った3人は地下9階まで同行する事にする。地下9階に降りた一行はグレーターデーモンの群れに襲われている女魔術師シーラと出会う。
シーラやジューザの呪文の助けもあり辛くもグレーターデーモン、フラックとの連戦を切り抜ける3人。日に日に迷宮の魔物たちが強くなってきていることを実感していた3人は、ジューザ、アルパーと共に地下10階へ降りてワードナへ挑戦することを決意。シーラもまた、村正を求めて地下迷宮に消えた恋人ランディの手掛かりを求めて一行と同行する。
地下10階に下り先へ進む彼らの前に村正を手にした侍が立ちはだかる。それはワードナが送り込んだ刺客、バンパイアロードによって魔物にされたランディであった。
死闘の末にランディを倒し、村正を手に入れたシン。彼らはランディの仇を討つべく、そのままワードナの玄室へと乗り込み、決戦に臨む。しかしワードナは既にアミュレットにかけられた封印を解き、恐るべき力を手に入れようとしていた。シンは村正を使いこなせずに苦戦を強いられ、アレックスはバンパイアロードを倒すもエナジードレインを受けて戦闘不能、さらにアルパーをかばったジューザが倒れ、一行は窮地に陥ってしまう。だがジューザの死によってシンは怒りを爆発させ、遂に村正の真の力を引き出すことに成功。シーラのマハマンに魔力を封じられたワードナを、アミュレットごと一刀両断に斬り伏せる。
すべての後、魔物として死んだランディ、精神力を使い果たしていたジューザの魂は失われ、共に蘇生は叶わず埋葬された。一行は全ての力を失ったアミュレットをトレボーに返さず、ジューザと共に埋葬する。そしてシンは恋人を失ったシーラへ「ランディが手に入れたものだから」と形見である村正を返そうとするが、彼女は「村正を使いこなせるのは真の侍だけ」と彼に村正を託す。
こうしてアミュレットを巡る戦いは終わったが、一連の冒険を通じて得難い仲間となった5人は、共に新たなる冒険に旅立つのだった。

#### キャスト
- シン（侍） - 古川登志夫
- シーラ（エルフ・魔法使い） - 戸田恵子
- アレックス（君主） - 難波圭一
- ホークウィンド（忍者） - 玄田哲章
- ジューザ（ドワーフ・僧侶） - 永井一郎
- アルパー（ホビット・司教） - 塩屋翼
- ランディ - 若本規夫
- ワードナ - 内海賢二
- フラック - 中尾隆聖
- モーガン - 石塚運昇
- バンパイアロード - 岸野幸正
- グレーターデーモン - 田中和実
- 老乞食 - 野本礼三
- ライフスティーラー - 太田慎一郎、置鮎龍太郎、滝口仁、田中一成、高橋健一

#### スタッフ
- 製作 - 幸甫、加藤俊三
- 企画 - 下川東彦、松元文一
- 原作 - Sir-tech Software, Inc.、Andrew Greenberg, Inc.、ASCII CORPORATION
- 監修 - 須田PIN
- 脚本 - 寺島優
- 絵コンテ - 児玉兼嗣
- 音楽 - 川村栄司
- モンスター・デザイン原案 - 末弥純
- キャラ・デザイン - 平山智、長岡康史
- 作画監督 - 長岡康史、山本泰一郎、福田紀之
- 協力 - 株式会社アスキー、SHV松竹ホームビデオ
- プロデューサー - 三上満雄、藤原みさき、尾崎穏通
- 演出 - 篠原俊哉
- 製作 - 松竹富士株式会社、東京ムービー新社[注 17]

#### 主題歌
エンディングテーマ「Distance （ディスタンス）」
作詞 - 梅津真樹 / 作曲 - 割田康彦 / 編曲 - 恩田直幸 / 歌 - 笠原弘子

### 小説
- 佐山アキラ、手塚一郎、ベニー松山『ウィザードリィ小説アンソロジー』JICC出版局、1991年9月15日。ISBN 978-4796601726。 - 佐山アキラが「酔いどれの墓標」、手塚一郎が「女神ソルジーナ」、ベニー松山が「不死王」を担当。
  - 『不死王』イラスト: 高橋政輝 幻想迷宮書店（Kindle版）、2016年5月1日。
- 後藤信二『小説ウィザードリィ（7） リルガミン戦記【鳴動編】』双葉社〈ファンタジーノベルシリーズ〉、1993年1月30日。ISBN 978-4575231380。
- 大出光貴『小説ウィザードリィ（8） リルガミン戦記【飛翔編】』双葉社〈ファンタジーノベルシリーズ〉、1993年1月30日。ISBN 978-4575231397。
- 高井信『真ウィザードリィRPGノベル 風雲のズダイ・ツァ1 ズダイ・ツァ奴隷行』アスペクト〈ログアウト冒険文庫〉、1993年12月22日。ISBN 978-4893661487。
- 高井信『真ウィザードリィRPGノベル 風雲のズダイ・ツァ2 ズダイ・ツァ逃避行』アスペクト〈ログアウト冒険文庫〉、1994年2月22日。ISBN 978-4893661579。
- 高井信『真ウィザードリィRPGノベル 風雲のズダイ・ツァ3 ズダイ・ツァ決死行』アスペクト〈ログアウト冒険文庫〉、1994年9月22日。ISBN 978-4893662699。
- 多摩豊『ウィザードリィ正伝 トレボーと黄金の剣』アスペクト〈ログアウト冒険文庫〉、1994年6月22日。ISBN 978-4893661746。 - 原作者ロバートやアンドリュー、シナリオ#4の作者ロー・アダムズが構想していたアイデアを元に書かれている。
- 竹内誠『ウィザードリィ異聞 リルガミン冒険奇譚』アスペクト〈ログアウト冒険文庫〉、1994年1月21日。ISBN 978-4893661531。
- 竹内誠『ウィザードリィ異聞 続リルガミン冒険奇譚』アスペクト〈ログアウト冒険文庫〉、1994年10月22日。ISBN 978-4893662767。
- 竹内誠『ウィザードリィ異聞 続々リルガミン冒険奇譚』アスペクト〈ログアウト冒険文庫〉、1995年10月21日。ISBN 978-4893664228。
- 野間逸平、伏見健二『ウィザードリィ・サーガ〈上〉狂王の血脈』アスペクト〈ログアウト冒険文庫〉、1995年7月22日。ISBN 978-4893663917。
- 野間逸平、伏見健二『ウィザードリィ・サーガ〈中〉大帝の魔都』アスペクト〈ログアウト冒険文庫〉、1995年8月17日。ISBN 978-4893663986。
- 野間逸平、伏見健二『ウィザードリィ・サーガ〈下〉隻眼の吸血鬼』アスペクト〈ログアウト冒険文庫〉、1995年9月21日。ISBN 978-4893664136。
- 竹内誠、臼木照晶、野間逸平、光里せらふ、関根博寿、伏見健二『ウィザードリィ短編集 六人の冒険者』アスペクト〈ログアウト冒険文庫〉、1995年11月22日。ISBN 978-4893664334。
- 蝸牛くも
  - 『ブレイド&バスタード』イラスト: so-bin、DREノベルス、第1巻：2022年12月9日・第2巻：2023年6月9日。

### エッセイ集
- 矢野徹
  - 『ウィザードリィ日記 -パソコン文化の冒険』アスペクト、1988年。
  - 『ウィザードリィ日記 -熟年世代のパソコン・アドヴェンチャー』角川書店〈角川文庫〉、1989年7月25日。
  - 『続・ウィザードリィ日記 -未来はバラ色』アスキー〈Login Books〉、1991年7月20日。
  - 『ウィザードリィ幻想曲』マイクロデザイン出版局〈RPG books〉、1992年5月10日。
- 押井守
  - 『注文の多い傭兵たち』イラスト：桜玉吉、メディアワークス、1995年12月、2004年3月27日再版。

### 漫画
- 『ウィザードリィ第1巻 邂逅編』石垣環、JICC出版局〈宝島コミックス〉、1988年、ISBN 4880634700、宝島文庫、1993年 ISBN 4796606254。
- 『ウィザードリィ第2巻 死闘編』石垣環、JICC出版局〈宝島コミックス〉、1989年、ISBN 4880635006、宝島文庫、1993年 ISBN 4796606564。
- 『ウィザードリィ第3巻 黎明編』石垣環、JICC出版局〈宝島コミックス〉、1989年、ISBN 4880635588、宝島文庫、1993年 ISBN 4796606807。
- 『ウィザードリィ外伝』シリーズ全6巻、石垣環、JICC出版局〈宝島コミックス〉、1990年。
- 『ウィザードリィ 4コマまんが王国』双葉社〈アクションコミックス〉
  - 第1巻：1991年、ISBN 4575932779
  - 第2巻：1992年、ISBN 4575932868
  - 第3巻：1992年、ISBN 4575933139
- 『ウィザードリィ 4コマまんがスペシャル』ウィザードリィ友の会、双葉社
  - 第1巻：1991年、ISBN 4796600787
  - 第2巻：1992年、ISBN 4796604235
  - 第3巻：1994年、ISBN 4796607757
- 『ウィザードリィ－虚空の迷宮－』草壁嘉紋、みのり書房〈アニパロコミックス6月号増刊 コミックゼノン Vol.1[注 18]〉、1992年。
- 『ウィザードリィコミックス』アスキーコミック
  - 第1巻：1993年、ISBN 4756106986
  - 第2巻：1994年、ISBN 4756108733
  - 第3巻：1994年、ISBN 4756111262
- 『ダンジョン退屈男』渡辺電機(株)、アスキーコミック、1994年、ISBN 4756109071、2015年 Kindle版。
- 『ブレイド&バスタード』楓月誠、原作: 蝸牛くも、キャラクター原案: so-bin、ドリコム〈DREコミックス〉、2023年6月 - 連載中。
  - 同名小説のコミカライズ版。
  - 第1巻：2023年10月25日、ISBN 978-4434326349
  - 第2巻：2023年12月22日、ISBN 978-4434326370
  - 第3巻：2024年5月24日、ISBN 978-4434338694
  - 第4巻：2024年10月25日、ISBN 978-4434345388

### アナログゲーム
- ウィザードリィRPG - 日本で製作されたテーブルトークRPG版。
- ウィズボール - ウィザードリィ、ウィザードリィRPGをモチーフとしたコミカルな野球風カードゲーム。ワードナが選手としても出場している。